# Владимир Левчев
Влади́мир Любоми́ров Ле́вчев (болг. Владимир Любомиров Левчев, * 17 жовтня 1957, Софія, Болгарія) — болгарський поет, прозаїк, поет, перекладач, журналіст, політик і науковець. Син поета Любомира Левчева.

## Біографія
1976 року Владимир Левчев закінчив Першу англійську мовну гімназію в Софії й вступив до Національної художньої академії, яку закінчив у 1982 році, здобувши спеціальність «Мистецтвознавство». У 1982—1989 роках працював редактором у видавництві «Народна култура», був видавцем (до 10 листопада 1989 друкованого нелегально) незалежного літературно-політичного журналу «Глас». З 1991 по 1994 працював заступником головного редактора часопису «Литературен вестник». Левчев є членом виконавчого комітету організації «Екогласност» і головним координатором Вільного поетичного товариства.
У 1994-му поїхав до США, маючи стипендію Фулбрайта. Поки став працювати викладачем, заробляв на проживання як пекар і листоноша. 1996 року в Левчева закінчився термін програми MFA. У 1996—2007 він викладав літературу в Мерилендському університеті (Балтимор), Коледжі Монтгомері, Університеті Джорджа Вашингтона і Американському університеті (Вашингтон). Вів курс американської літератури в одній із гімназій на околиці Вашингтона. Також навчав болгарської мови в підготовчому центрі при Державному департаменті США.
Від осені 2007 року викладає літературу в Американському університеті у Болгарії. (Благоєвград).
Був одружений з Цветаною (Атінулою) Паніціду. Розлучений. Має сина Бояна.

## Творчість
Чотирнадцять збірок поезії й чотири романи Владимира Левчева видано в Болгарії, а п'ять поетичних збірок — США. Владимир перекладав болгарською вірші Еліота, Ґінсберґа, Куніца, Тейлора і Висоцького. Переклав також «Бхагавадгіту». Писав статті на тему політики і культури для болгарської газети «Дневник» та інших періодичних видань.

## Твори

### Поезія
По-болгарському
- Аритмии (1978)
- 16 стихотворения (1980)
- Някой ден (1983)
- Кой сънува моя живот (1984)
- Цветя, градове и морета (1986)

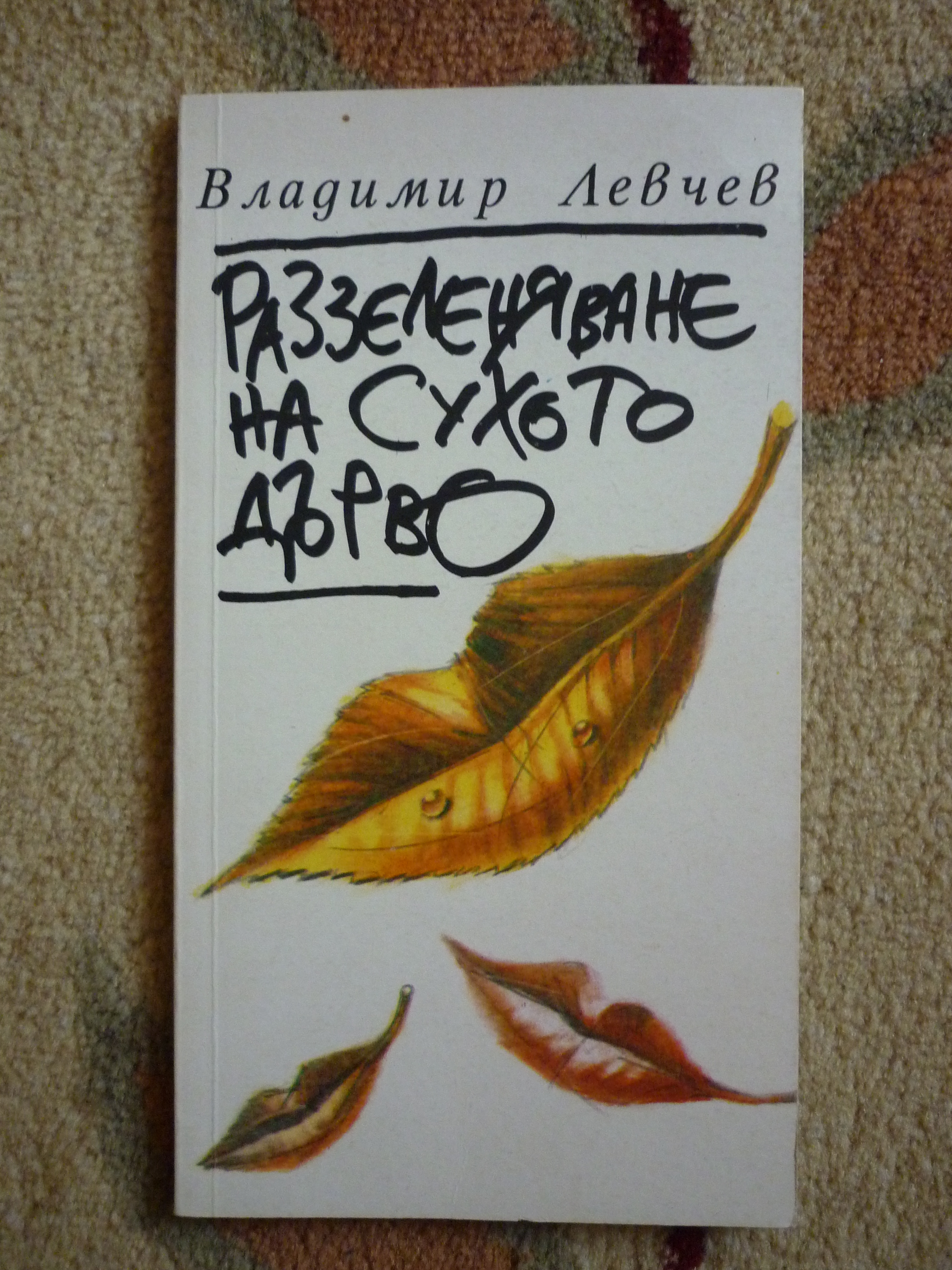
Збірка поезій Любомира Левчева «Раззеленяване на сухото дърво». 1993.

- Пейзажи на неизвестен майстор (1987)
- София под луната (1991)
- Раззеленяване на сухото дърво (1993)
- Край (1994)
- Черна книга (1997)
- Небесни Балкани (2000)
- Архитектура на промените. Формални стихове (2003)
- Събрани сънища (2006)
- Кой сънува моя живот: 1977—2007 (2007) ISBN 978-954-491-371-7[3]
- Любов и смърт (2009) ISBN 978-954-28-0596-0[4]
- Бхакти (2010) ISBN 978-954-44-3840-1
- Черна книга на застрашените видове (2011) ISBN 978-954-491-714-2[5]
- София (сънища и спомени). София: УИ «Св. Климент Охридски», 2013, 78 с. ISBN 9789540735597
- Любов на площада. София: Скалино, 2014, 73 с. ISBN 9786197043211
- Точно време. София: Ерго, 2015, 68 с. ISBN 978-954-868-969-4[6]
- Марс. София: Издателство за поезия «ДА», 2018, 42 с.

По-англійському
- Leaves from the Dry Tree. Cross-Cultural Communications, 1996, 48 pages ISBN 978-0893041373
- Black Book of the Endangered Species. Word Works, 1999, 80 pages ISBN 978-0915380428
- Heavenly Balkans. Argonne House Press (Argonne Hotel Press poetry chapbook series), 2002, 44 pages ISBN 978-1887641760
- The Rainbow Mason. Cornerstone Book Publishers, 2005, 72 pages ISBN 978-1887560306[7]
- The Refugee. Gival Press, 2011, 106 pages ISBN 978-1928589570[8]

### Проза
- Любовни писма до свободата (1998)
- Крали Марко: Балканският принц (2006) ISBN 954-491-29-59[9]
- 2084-та (2009) ISBN 978-954-49-1502-5[10]
- Човекът и сянката (2012) ISBN 978-954-28-1093-3
- Сънувани разкази. Разкази. Пловдив: Жанет 45, 2014, 164 с. ISBN 9786191860715

### Не белетристика
- Литература и морал. Статии, есета, студии (1994)
- Бог е любов в приятелството, традицията и секса. ISBN 954-533-047-3
- Моят Бог и моите демони (2010) ISBN 978-954-28-0812-1[11]
- Масонството: митове и факти (2011) ISBN 978-954-86-5762-4[12]
- Краят на една епоха. Есета. София: Ерго, 2017, 174 с. ISBN 978-619-739-209-8

### Переклади
- Алън Гинсбърг. Крила над черната шахта. София: Народна култура, 1983 Второ преработено издание: Алън Гинзбърг. Вой. София: Колибри, 2009
- Одисеас Елитис. Достойно ест. София: Народна култура, 1987, 101 с.
- Томас Стърнз Елиът. Избрани стихове. София: Народна култура, 1993, ISBN 954-04-0075-9

## Зовнішні зв'язки
- Вибрані твори на сайті LiterNet [Архівовано 2 листопада 2012 у Wayback Machine.]
- Сторінка Владимира Левчева в електронному журналі «Либерален преглед»
- Сторінка Владимира Левчева в електронному журналі «Public Republic» [Архівовано 1 серпня 2015 у Wayback Machine.]
- Блог Владимира Левчева [Архівовано 19 квітня 2013 у Wayback Machine.]
- Сторінка Владимира Левчева на сайті видавництва «Жанет-45» [Архівовано 20 вересня 2012 у Wayback Machine.]
- Сторінка Владимира Левчева на сайті видавництва «Сиела» [Архівовано 6 березня 2016 у Wayback Machine.]
- Владимир Левчев читає вголос свою книжку «Любов і смерть» [Архівовано 16 грудня 2013 у Wayback Machine.]